# 加藤喜美枝
加藤 喜美枝（かとう きみえ、1913年〈大正2年〉6月18日 - 1981年〈昭和56年〉7月29日）は、美空ひばりの母。本名：加藤キミ。東京府（現在の東京都台東区山谷）出身。35年間マネージャーを担当するなど公私ともにひばりを支え、その親密さ、献身性から「一卵性親子」と渾名されたほどだった。

## 人物
東京府（現在の東京都台東区山谷）の出身。結婚後は夫である加藤増吉の営む鮮魚店「魚増」の切り盛りと、4人の子供達（後の美空ひばり、佐藤勢津子、かとう哲也、香山武彦）の子育てをしながら主婦業を務めた。
1943年6月、第二次世界大戦に夫・増吉が海軍に出征となり壮行会が開かれ、和枝（後の美空ひばり）は父のために『九段の母』を歌った。壮行会に集まった者達が和枝の歌に感銘し、涙する姿を目の当たりとした母・喜美枝は和枝の歌唱力に人を惹き付ける可能性を見出して、地元の横浜近郊から和枝の歌による慰問活動を始めるようになった。 和枝の芸名「美空ひばり」は喜美枝が決定したものである。
沢島忠曰く「娘のためなら、たとえ火の中水の中」ともいうべき人柄だったといい、ひばりの業績における喜美枝の役割は大きかった。一方でひばりと小林旭の入籍に最後まで反対し（喜美枝曰く「人生で一番不幸だったのは娘が小林と結婚したこと、人生で一番の喜びは娘が小林と離婚したこと」と公言して憚らなかった）たり、賭博幇助容疑や任侠界との交際など不祥事を重ね世間から問題視されていた哲也の存在が仇になって、全国の公会堂や市民ホールから「弟を出すならひばりに舞台を貸さない」と使用拒否の警告を受けたりするなど喜美枝の信念がトラブルに発展することもあった。

## 最期
1977年10月、大腸癌で入院・手術し同年11月に退院。その後も入退院を繰り返し闘病生活を送ったが、1981年7月、転移性脳腫瘍のため68歳で死去。法号は寳珠院慈徳日喜清大姉。次女の佐藤勢津子によれば、死の数日前、ひばり、和也（哲也の子でひばりの養子。現ひばりプロダクション社長）、勢津子との4人で喜美枝の車イスを押しながら庭を散策したという。その時の『感謝』という言葉が、喜美枝の最後の言葉となった。
喜美枝出棺の際、ひばりは大きな叫び声をあげながらかまど目掛けて駆け出し母の後を追おうとしたため、参列していた高倉健と萬屋錦之介の二人に阻止されたという。